# Nusalala ghioi
Nusalala ghioi är en insektsart som beskrevs av Monserrat 2000. Nusalala ghioi ingår i släktet Nusalala och familjen florsländor. Inga underarter finns listade i Catalogue of Life.